# Мюлуз-Сюд
Мюлу́з-Сюд (фр. Mulhouse-Sud, Южный Мюлуз) — упразднённый кантон во Франции, в департаменте Верхний Рейн в регионе Эльзас — Шампань — Арденны — Лотарингия в округе Мюлуз.
До реформы 2015 года в состав кантона административно входила южная часть коммуны Мюлуз и ещё 8 коммун:
| Код INSEE | Коммуна          | Французское название | Площадь, км² | Население (2012) |
| --------- | ---------------- | -------------------- | ------------ | ---------------- |
| 68056     | Брёнстат         | Brunstatt            | 9,66         | 6114             |
| 68055     | Брюбак           | Bruebach             | 7,01         | 1020             |
| 68101     | Гальфенг         | Galfingue            | 5,36         | 792              |
| 68070     | Диденайм         | Didenheim            | 4,44         | 1739             |
| 68384     | Зиллисайм        | Zillisheim           | 8,22         | 2631             |
| 68218     | Моршвиллер-ле-Ба | Morschwiller-le-Bas  | 7,55         | 3527             |
| 68224     | Мюлуз            | Mulhouse             | часть        | часть            |
| 68093     | Флаксланден      | Flaxlanden           | 4,33         | 1460             |
| 68129     | Эмсбрюн          | Heimsbrunn           | 10,59        | 1383             |

По закону от 17 мая 2013 и декрету от 21 февраля 2014 года количество кантонов в департаменте Верхний Рейн уменьшилось с 31 до 17. Новое территориальное деление департаментов на кантоны вступило в силу во время выборов 2015 года. После реформы кантон был упразднён. Коммуны Брёнстат, Брюбак, Диденайм, Зиллисайм и Флаксланден переданы в состав вновь созданного кантона Брёнстат, а коммуны Гальфенг, Моршвиллер-ле-Ба и Эмсбрюн — в состав нового кантона Кингерсайм.

## Консулы кантона
Кантон образован в 1861 году, модифицирован в 1958 году.
| Период      | Консул          | Должность                    |
| ----------- | --------------- | ---------------------------- |
| 1919 — 1937 | Auguste Wicky   | Мэр коммуны Мюлуз            |
| 1937 — 1940 | Joseph Féga     |                              |
| Оккупация   |                 |                              |
| 1945 — 1947 | Auguste Wicky   | Мэр коммуны Мюлуз            |
| 1947 — 1951 | Albert Fahrer   |                              |
| 1951 — 1964 | Joseph Wasmer   |                              |
| 1964 — 1988 | André Erbland   |                              |
| 1988 — 1994 | Jean-Paul Wurth | Мэр коммуны Моршвиллер-ле-Ба |
| 1994 — 2015 | Francis Flury   | Мэр коммуны Брёнстат         |